# Фаторија Векија (Ровиго)
Фаторија Векија је насеље у Италији у округу Ровиго, региону Венето.
Према процени из 2011. у насељу је живело 34 становника. Насеље се налази на надморској висини од 2 м.